# Zemun
Zemun (in serbo Земун?, in tedesco Semlin, in ungherese Zimony, spesso citata in letteratura come Semliu) è una municipalità della capitale serba Belgrado. È uno dei 10 comuni urbani che formano la città di Belgrado. Al censimento del 2011, Zemun aveva una popolazione di 151.811 abitanti e il comune di cui è il centro di 166.292.
Zemun è l'ex città romana di Taurunum, sviluppatasi dal I al IV secolo. Fino al 1934 città autonoma, Zemun possiede ancora un centro storico classificato che risale al XVIII e XIX secolo, quando faceva parte dell'Impero austriaco. La municipalità di Zemun fa oggi parte della città di Belgrado intra muros ed è uno dei centri economici e culturali della capitale serba.

## Geografia
Zemun si è originariamente sviluppata sulle tre colline di Gardoš, Ćukovac e Kalvarija, sulla riva destra del Danubio, presso la confluenza con la Sava. Il cuore della città è costituito dai quartieri di Donji Grad, Gardoš, Ćukovac e Gornji Grad. A sud, Zemun confina con il comune di Novi Beograd, con cui forma una continuità urbana attraverso il quartiere di Tošin Bunar. A ovest, confina con i distretti di Altina e Plavi horizonti e, a nord-ovest, fino a Galenika, Zemun polje e Batajnica. Fanno parte del territorio di Zemun anche le isole fluviali disabitate della grande isola della guerra e della Piccola isola della guerra.
Il comune di Zemun si estende su una superficie di 153 km². Come la città, si trova nell'estremità orientale della Sirmia. A ovest, confina con la provincia della Vojvodina (comune di Nova Pazova); è delimitato dai comuni di Surčin (a sud), Novi Beograd (a sud-est) e Palilula e Stari grad, entrambi situati sulla riva sinistra del Danubio (rispettivamente a nord e a est).

## Storia
I primi insediamenti umani intorno alla foce della Sava risalgono al Neolitico e sono testimoniati da opere murarie legate all'agricoltura. Durante l'età del bronzo, vi sorsero villaggi più stabili e organizzati. Intorno all'800 a.C. nuove popolazioni si spostarono nell'area, portando con sé le tecniche metallurgiche del ferro. Nel III secolo a.C. furono i Celti e i Galli ad insediarsi nella zona e a sviluppare ulteriormente le tecniche agricole. Il villaggio celtico di Taurunum (l'antica Zemun) iniziò ad assumere un'importanza preminente nei confronti delle altre realtà urbane. Quando, sotto l'imperatore Augusto fu fondata la Provincia della Pannonia (attorno al 10 a.C.), Taurunum divenne un avamposto militare per la difesa della frontiera settentrionale dell'Impero. Qui ebbe una delle sue sedi la flotta Flavia Pannonica, a partire dalla dinastia dei Flavi.
Intorno al 440, Taurunum fu conquistata dagli Unni e, da allora, la città non fu più menzionata per diversi secoli. Dal V al VII secolo, la regione fece parte del regno degli Ostrogoti, dei dominii dei Gepidi e fu controllata dai Longobardi, Avari e Franchi. Nell'827, la città fu conquistata dall'Impero bulgaro e fu chiamata Земльн (Zemlyn), la "città costruita in terra", poi, intorno all'anno 1000, entrò a far parte del Regno d'Ungheria e fu chiamata Zimonia; vi fu poi costruita una fortezza, di cui sopravvivono ancora oggi le torri angolari e parte delle mura difensive. Nel 1018 la città fu acquisita dall'Impero bizantino, poi riconquistata dagli ungheresi nel 1071 e per diversi decenni passò alternativamente nelle mani di bizantini e ungheresi.
Dal XIII al XV secolo, la città fu alternativamente ungherese e serba. Nel 1268, il re serbo Stefan Dragutin sposò la principessa ungherese Elisabetta Cumana e ricevette in dote la regione di Sirmia; la città faceva parte dei suoi possedimenti e ricevette il nome attuale di Земун (Zemun). Nel 1319 gli ungheresi riconquistarono la Sirmia, che fu poi conquistata dall'imperatore serbo Stefan Dušan nel 1353 e riconquistata dagli ungheresi intorno al 1370. Nel 1412, in seguito a un trattato tra il re ungherese Sigismondo e il despota Stefan Lazarević, Zemun entrò a far parte del despotato di Serbia. La città tornò sotto il dominio ungherese nel 1434, in seguito al matrimonio di Caterina Branković, figlia del despota Đurađ Branković, con il conte Ulrico di Cilley.
Dopo che la Serbia cadde sotto il dominio ottomano nel 1459, Zemun divenne un importante avamposto militare. I serbi combatterono a Zemun contro l'esercito di Solimano il Magnifico nel 1521. La città fu infine conquistata dai turchi il 12 luglio 1521 e divenne parte del sangiaccato di Sirmia, una suddivisione dell'eyalet di Budin.

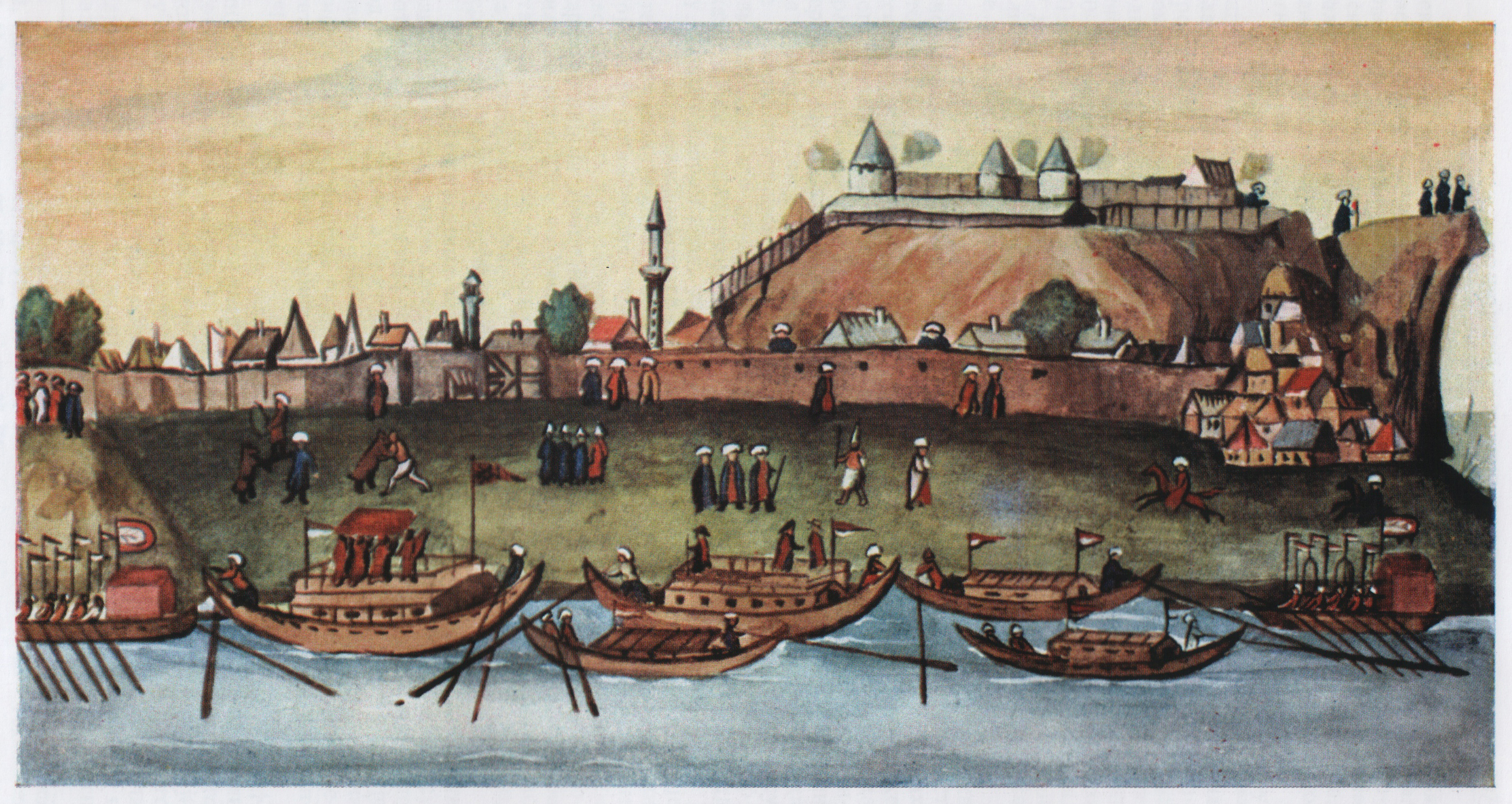
Zemun nel 1608.

Nel 1716 L'Austria sconfisse i Turchi nella battaglia di Petrovaradin e l'anno successivo in quella di Belgrado. Zemun e 21 villaggi della zona furono affidati all'amministrazione della nobile famiglia Schönborn, che vessò i contadini con forti imposte al punto che la popolazione si ribellò più volte. Quando, con la pace di Belgrado (1739), fu stabilita definitivamente la frontiera austriaca con l'Impero turco lungo il Danubio, Zemun crebbe notevolmente d'importanza fino a diventare, nel 1749, città libera militare. Divenne un importante avamposto commerciale e la sua popolazione s'incrementò a causa dell'immigrazione di austriaci dediti al commercio.
Durante il XVIII secolo furono fondati diversi sobborghi per accogliere i nuovi abitanti e fu costruita una chiesa cattolica per le esigenze degli abitanti austriaci.
Nel XIX secolo Zemun era la città più ricca e popolosa tra le città libere dell'Austria e manteneva ottimi rapporti, sia economici sia politici, con Belgrado, nonostante questa si trovasse al di là della frontiera: nel 1884 fu costruito un ponte ferroviario sulla Sava, collegando così Zemun (raggiunta dalla ferrovia l'anno precedente) con il capoluogo serbo.
Nel 1814 fu l'avamposto della resistenza serba al dominio turco: Karađorđe Petrović (Карађорђе Петровић), il comandante della prima rivolta serba, si insediò col suo seguito proprio a Zemun, per preparare l'insurrezione. Nel XIX secolo, Zemun prosperò sfruttando la sua posizione di città di confine. Un gran numero di tedeschi e serbi si stabilì nei nuovi sobborghi di Franzenstal e Gornja Varoš. La popolazione della città salì a 7.089 abitanti, suddivisi in 1.310 famiglie. Il 23 settembre 1858 fu inaugurato il ginnasio di Zemun, che all'epoca contava solo 21 alunni in una classe; la prima biblioteca fu aperta nel 1861; l'attuale parco Gradski fu creato tra il 1879 e il 1886 al posto del Parco della Quarantena; la città si dotò di un nuovo e moderno ufficio postale nel 1896. In termini di infrastrutture, il 10 dicembre 1883 fu inaugurata la linea ferroviaria Zemun-Budapest e, un anno dopo, la città fu collegata a Belgrado da un ponte ferroviario, poi distrutto nel 1914. L'illuminazione pubblica elettrica entrò in funzione nel dicembre 1900.
La città bassa fu gravemente inondata dal Danubio nel 1876; tra il 1886 e il 1889 fu costruita una diga lunga diversi chilometri, oggi nota come Zemunski kej ("banchina di Zemun"), lungo il fiume; nonostante ciò, la città fu nuovamente inondata nel 1895.
Il 28 luglio 1914 iniziò la prima guerra mondiale con il bombardamento di Belgrado dalle batterie austro-ungariche di Zemun; il 10 settembre i serbi presero la città ma dovettero ritirarsi tre giorni dopo. I serbi riconquistarono infine la città il 5 settembre 1918.
Il 1º aprile del 1934 Zemun fu unita a Belgrado e divenne ufficialmente un suo sobborgo. Furono create linee di autobus per il collegamento tra i due centri e s'iniziò l'allargamento del centro urbano di Belgrado sulla sponda orientale della Sava, verso Zemun. Nel 1941 fu occupata dall'esercito tedesco e di nuovo separata amministrativamente da Belgrado che, invece, rientrava nei territori dell'autoproclamato Stato indipendente di Croazia. I tedeschi evitarono che gli Ustascia croati compissero azioni repressive contro la popolazione serba, impedendo l'applicazione delle leggi discriminatorie antiserbe nella zona di loro influenza.
Dopo la vittoria dei partigiani del Maresciallo Tito, e la creazione della Repubblica Socialista Federale di Jugoslavia, Zemun fu definitivamente riunita a Belgrado.

## Monumenti e luoghi d'interesse

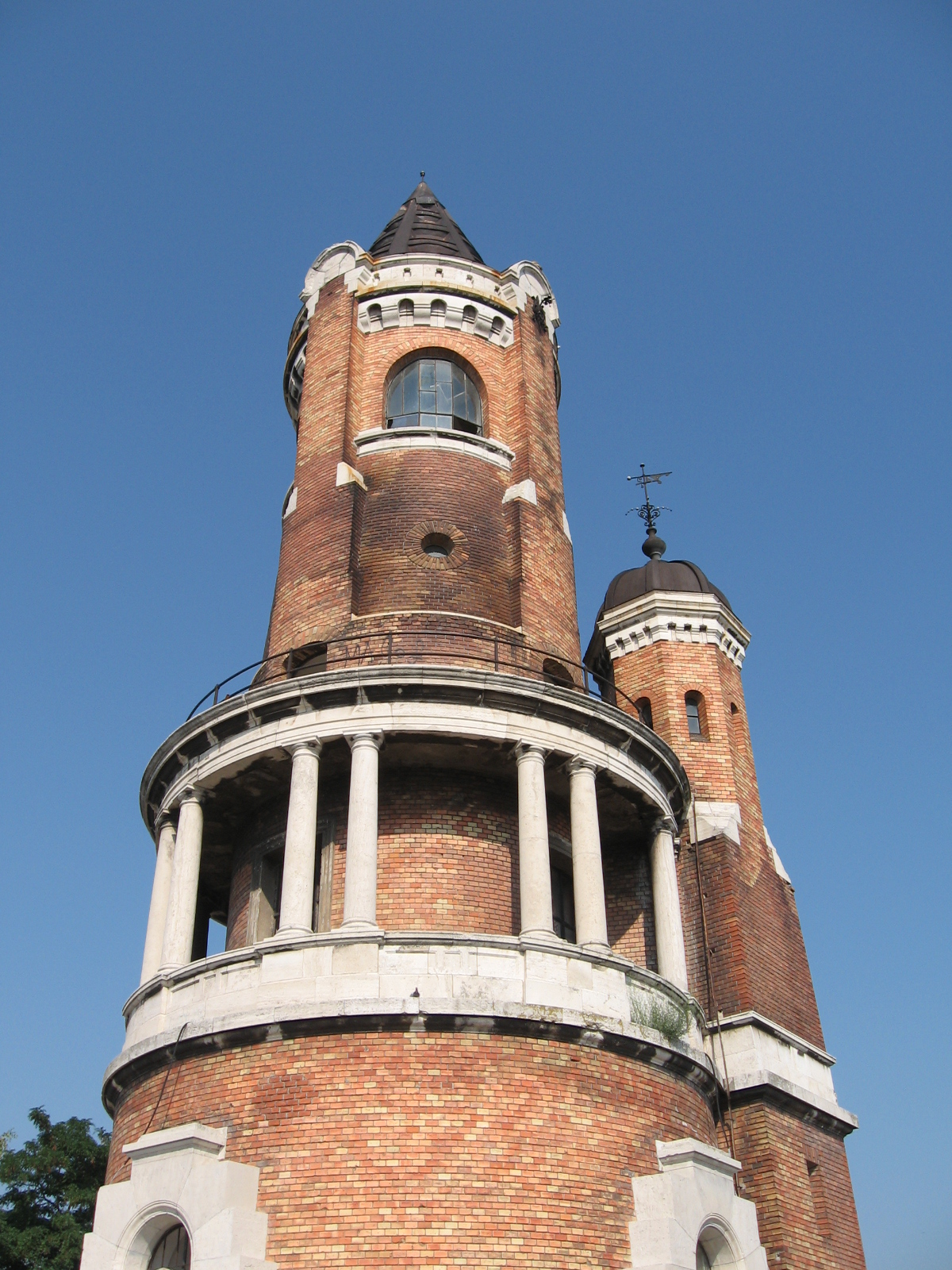
La Torre del Millennio.

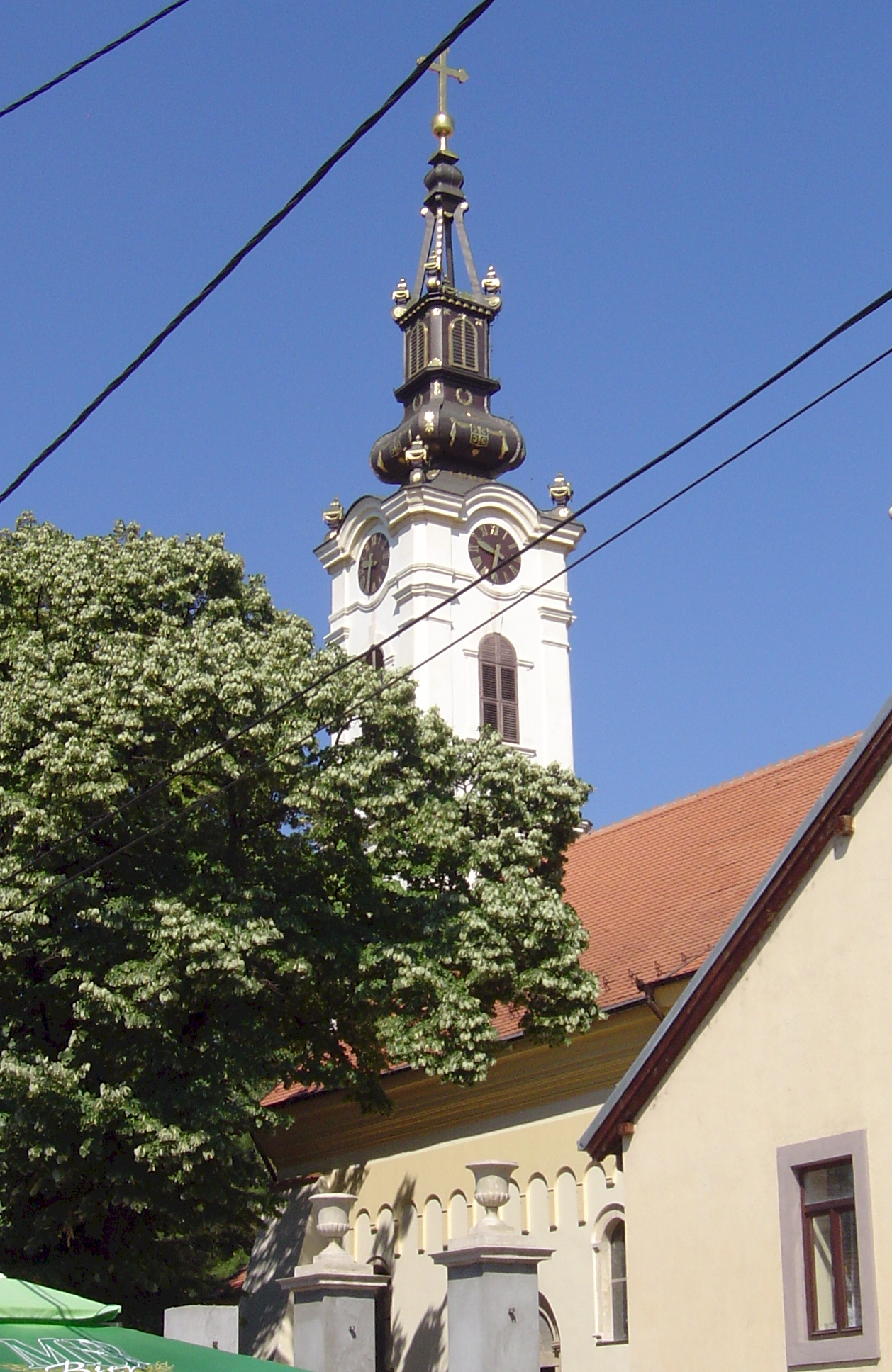
La chiesa di San Nicola.

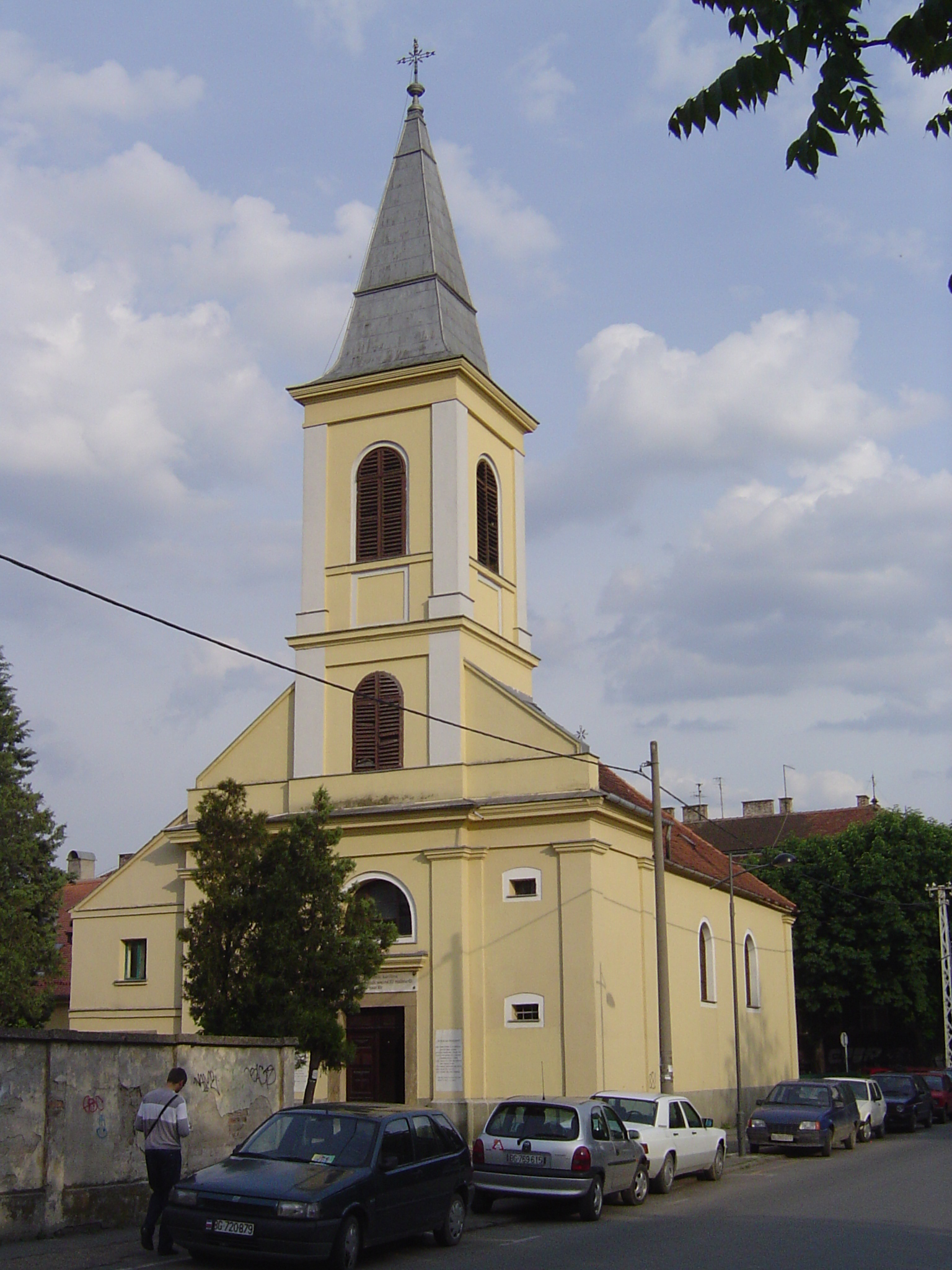
Chiesa francescana.

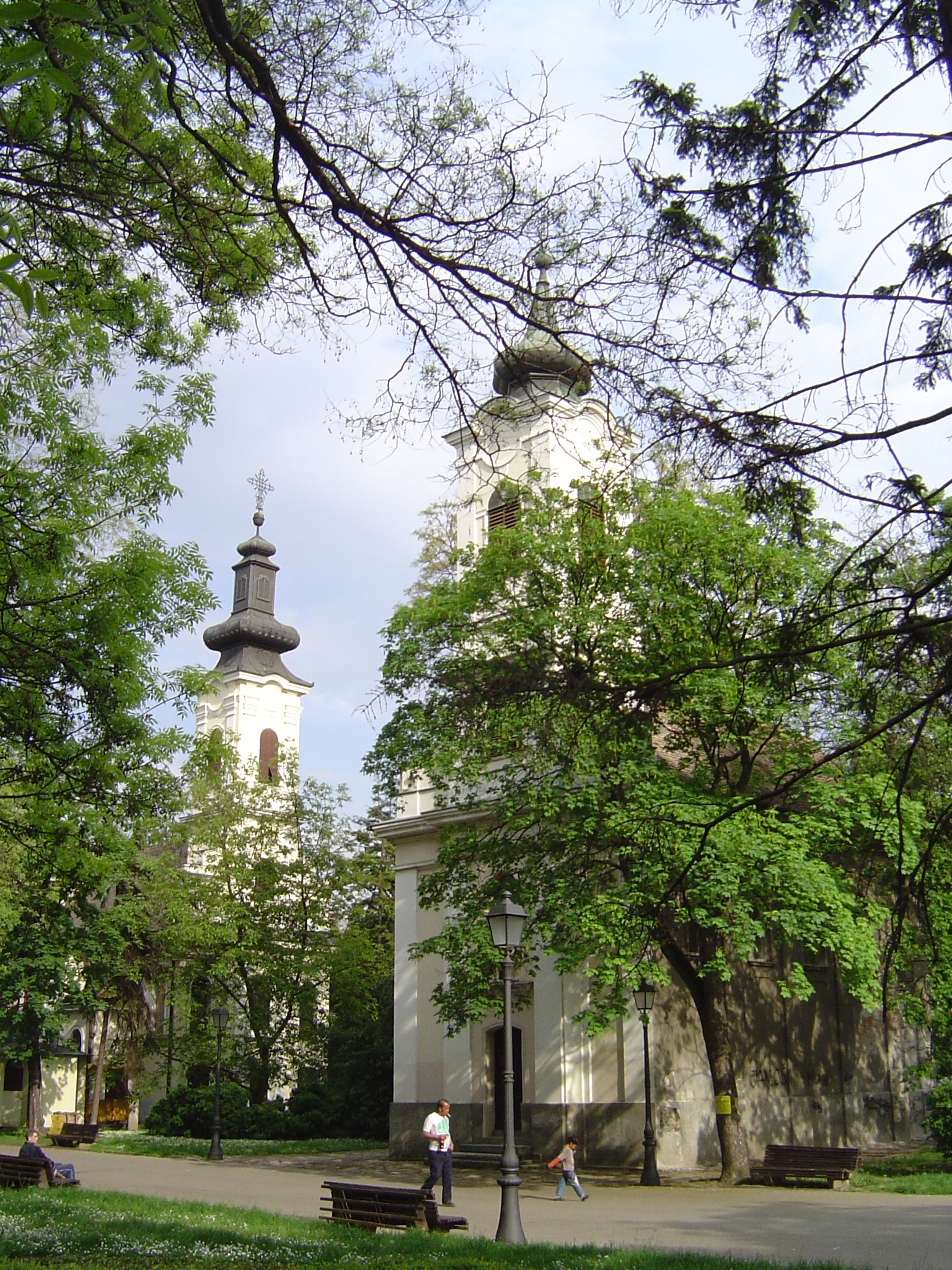
Crkva Svetog Arhangela Gavrila.

- La Torre del Millennio (Кула Сибињанин јанка - Kula Sibinjanin Janka) fu eretta dagli Ungheresi nel 1896 per celebrare i mille anni di presenza in Pannonia. Sorge sulla collina di Gardoš, il più alto colle di Zemun, sulle rovine della fortezza medioevale dalla quale oggi ci sono rimasti solo i ruderi delle torri angolari. Fu usata come torre di avvistamento per gli incendi da parte dei Vigili del fuoco. Ora è il simbolo della città: da lassù si gode uno splendido panorama sulla città vecchia, sulla confluenza della Sava nel Danubio e s'intravede il centro di Belgrado.

- Chiesa ortodossa di San Nicola (Nikolajevska Crkva - Николајевска Црква) fu costruita nel 1752 su una precedente chiesa lignea. Fu realizzata in stile barocco; la sua iconostasi è ricca di sacre icone, eseguite, tra gli altri, dal pittore Dimitrije Bačević; altre pitture importanti rappresentano bandiere e stemmi. Distrutta da un incendio nel 1867, fu ricostruita nel 1870, e resta la chiesa più antica della città.

- La chiesa dell'Assunzione, cattolica, fu costruita nella seconda metà del XVIII secolo in stile barocco su una preesistente moschea.

- Chiesa della Madre di Dio, costruita tra il 1776 ed il 1780 in stile barocco.

- La cappella cattolica di San Rocco (Katolička Kapela Svetog Roka - Католичка Капела Светог Рока) fu costruita nel 1836 su progetto di Jozef Felber sul luogo di una preesistente chiesetta eretta un secolo prima. L'edificio è in stile barocco ed ha un campanile in stile barocco austriaco. Probabilmente dove sorge oggi la cappella, nel XVI secolo esisteva una moschea e, nella piazza antistante, oggi occupata dal mercato, c'era un cimitero islamico. Durante il dominio turco, non esistevano chiese cattoliche a Zemun, poiché non c'erano cittadini cattolici: i primi, infatti, vi giunsero dopo la conquista austriaca.

- Vecchio e nuovo municipio, tra il 1826 e il 1832, per far fronte alle necessità amministrative della città, venne edificato il palazzo comunale, su progetto di Jozef Felber, costruito in stile neoclassico, su due piani con un frontone triangolare. La sua originaria funzione di municipio cessò nel 1871 quando l'edificio fu adibito a tribunale. Oggi è la sede del Partito Radicale Serbo e resta un esempio di architettura neoclassica. Nel periodo in cui Zemun fu città libera, su progetto di Dragutin Kapus, nel 1886, fu eretto il nuovo municipio. Si tratta di una costruzione monumentale su due piani, sulla cui facciata si apre una balconata sorretta da un colonnato. Alla sommità svetta la torre dell'orologio. Costruito in stile neorinascimentale, fu danneggiato da una bomba angloamericana nel 1994,[non chiaro] restaurato nel 1946 e ampliato nel 1949. La sala del consiglio è affrescata con dipinti di Đurđe Teodorović.

## Cultura

### Eventi
- Nel 1096 le truppe di Re Coloman d'Ungheria, che controllavano quella località ai confini con l'Impero bizantino, sterminarono un gran numero di seguaci di Pietro l'Eremita e di Gualtieri Senza Averi (la cosiddetta Crociata dei poveri, o dei contadini, che si erano abbandonati a saccheggi e non avevano ubbidito alle direttive del sovrano ungherese.

- Nel 1978 vi si svolse una puntata del celebre programma televisivo Giochi senza frontiere[2].

## Geografia antropica

### Suddivisioni amministrative
Il comune di Zemun è suddiviso in quattro zone:
- Zemun - Земун
- Zemun Polje - Земун Поље
- Ugrinovci - Угриновци
- Batajnica - Батајница

Zemun Polje e Batajnica fanno parte della zona urbana di Zemun, Ugrinovci è un'area rurale. Fino al 2004, altri sobborghi facevano parte di Zemun, ma in quell'anno furono riuniti nel comune di Surčin.

## Sport
La principale società calcistica del distretto è l'FK Zemun, che disputa le sue partite interne presso lo stadio municipale.